# Kardinaal-staatssecretaris

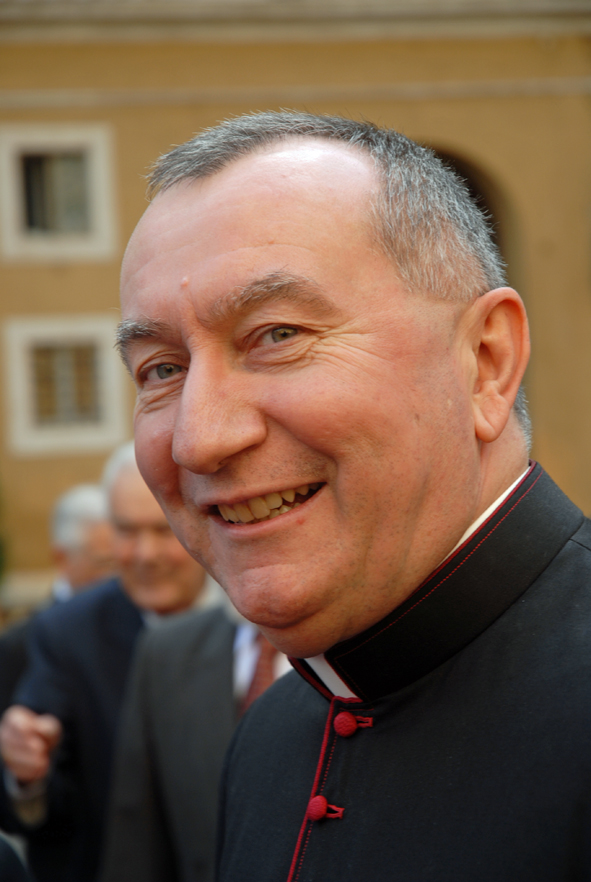
Kardinaal Pietro Parolin, staatssecretaris van de Heilige Stoel van 2013 tot 2025

De kardinaal-staatssecretaris, meestal kortweg aangeduid als staatssecretaris, is de hoogste bestuurder van de Rooms-Katholieke Kerk, na de paus. De staatssecretaris geeft leiding aan alle politieke en diplomatieke aangelegenheden van de Kerk. Zijn functie wordt wel vergeleken met die van een premier. De kardinaal-staatssecretaris was vroeger prefect van de Congregatie van Buitengewone Kerkelijke Aangelegenheden en is tegenwoordig het hoofd van het Staatssecretariaat, het oudste en belangrijkste dicasterie van de Romeinse Curie. Hij is de voornaamste raadgever van de paus. De kardinaal-staatssecretaris wordt benoemd door de paus en zijn benoeming eindigt door ontslag, dan wel door het overlijden van de paus. In de periode van sedisvacatie heeft hij naast de Camerlengo en de – eveneens ontslag nemende – president van de Pauselijke Commissie voor de Staat Vaticaanstad een belangrijke rol in de afhandeling van de dagelijkse aangelegenheden van het Vaticaan.
De functie vindt haar oorsprong in het ambt van secretarius intimus dat in het begin van de zestiende eeuw door paus Leo X werd ingesteld. Deze secretaris was belast met het afhandelen van alle diplomatieke correspondentie van de Heilige Stoel. Dit ambt ontwikkelde zich langzaam tot dat van meest invloedrijke bestuurder. Onder paus Innocentius X werd het ambt van staatssecretaris officieel ingesteld. Van die tijd stamt ook de gewoonte dat de vervuller van het ambt een kardinaal is.
De kardinaal-staatssecretaris is een van de kardinalen die in het Apostolisch Paleis woont.